# Saison 2008 de l'équipe cycliste Astana
La saison 2008 est la deuxième année d'activité de l'équipe cycliste Astana. Elle connaît un profond renouvellement d'effectif et d'encadrement par rapport à 2007, avec l'arrivée à sa tête de Johan Bruyneel, accompagné de 8 coureurs de l'ancienne équipe Discovery Channel, dont le vainqueur du Tour de France 2007 Alberto Contador. L'équipe subit les conséquences des affaires de dopage qui l'ont secouée en 2007 en étant boycottée en début de saison par RCS Sport (Milan-San Remo, Tirreno-Adriatico) et surtout par Amaury Sport Organisation, privant de Tour le tenant du titre Contador. Malgré ces exclusions, cette saison est faste pour Astana avec la victoire d'Andreas Klöden au Tour de Romandie, et surtout celles d'Alberto Contador au Tour du Pays basque, au Tour d'Italie et au Tour d'Espagne. Sur cette dernière épreuve, Astana réalise un doublé, Levi Leipheimer prenant la deuxième place.
En fin de saison, Astana occupe la deuxième place du classement ProTour par équipes, Andreas Klöden étant troisième du classement individuel. Ce classement ne tient cependant pas compte des succès de l'équipe sur les Tours d'Italie et d'Espagne en raison du conflit entre l'UCI et les organisateurs de ces courses.
La fin d'année est également marquée par l'annonce du retour de Lance Armstrong dans le giron de Johan Bruyneel.

## Préparation de la saison 2008

### Arrivées et départs
| Arrivées | Équipe 2007 |
| -------- | ----------- |
|          |             |

| Départs              | Équipe 2008                       |
| -------------------- | --------------------------------- |
| Igor Abakoumov       | Mitsubishi-Jartazi                |
| Andrey Kashechkin    | suspendu                          |
| Matthias Kessler     | suspendu                          |
| Alexey Kolessov      | Ulan                              |
| Eddy Mazzoleni       | suspendu                          |
| Guennadi Mikhailov   | Mitsubishi-Jartazi                |
| José Antonio Redondo | Andalucia-Cajasur                 |
| Paolo Savoldelli     | LPR Brakes                        |
| Evgueni Sladkov      | Centri Della Calzatura - Partizan |
| Alexandre Vinokourov | suspendu                          |

## Effectif

### Coureurs
| Cycliste           | Date de naissance | Nationalité | Équipe 2007       |
| ------------------ | ----------------- | ----------- | ----------------- |
| Assan Bazayev      | 22/02/1981        | Kazakhstan  |                   |
| Janez Brajkovič    | 18/12/1983        | Slovénie    | Discovery Channel |
| Antonio Colom      | 11/05/1978        | Espagne     |                   |
| Alberto Contador   | 06/12/1982        | Espagne     | Discovery Channel |
| Koen de Kort       | 08/09/1982        | Pays-Bas    |                   |
| Thomas Frei        | 19/01/1985        | Suisse      |                   |
| Vladimir Gusev     | 04/07/1982        | Russie      | Discovery Channel |
| René Haselbacher   | 15/09/1977        | Autriche    |                   |
| Christopher Horner | 23/10/1971        | États-Unis  | Predictor-Lotto   |
| Maxim Iglinskiy    | 18/04/1981        | Kazakhstan  |                   |
| Sergueï Ivanov     | 05/03/1975        | Russie      |                   |
| Benoît Joachim     | 14/01/1976        | Luxembourg  |                   |
| Aaron Kemps        | 10/09/1982        | Australie   |                   |
| Roman Kireyev      | 14/02/1987        | Kazakhstan  | Néoprofessionnel  |
| Andreas Klöden     | 22/06/1975        | Allemagne   |                   |
| Berik Kupeshov     | 30/01/1987        | Kazakhstan  | Néoprofessionnel  |
| Levi Leipheimer    | 24/10/1973        | États-Unis  | Discovery Channel |
| Julien Mazet       | 16/03/1981        | France      |                   |
| Andrey Mizourov    | 16/03/1973        | Kazakhstan  |                   |
| Steve Morabito     | 30/01/1983        | Suisse      |                   |
| Dmitriy Muravyev   | 02/11/1979        | Kazakhstan  |                   |
| Daniel Navarro     | 18/07/1983        | Espagne     |                   |
| Benjamín Noval     | 23/01/1979        | Espagne     | Discovery Channel |
| Sérgio Paulinho    | 26/03/1980        | Portugal    | Discovery Channel |
| Grégory Rast       | 17/11/1980        | Suisse      |                   |
| José Luis Rubiera  | 27/01/1973        | Espagne     | Discovery Channel |
| Michael Schär      | 29/09/1986        | Suisse      |                   |
| Tomas Vaitkus      | 04/02/1982        | Lituanie    | Discovery Channel |
| Sergueï Yakovlev   | 21/04/1976        | Kazakhstan  |                   |
| Andrei Zeits       | 14/12/1986        | Kazakhstan  | Néoprofessionnel  |

## Résultats

### Victoires
| Date       | Course                                     | Pays       | Classe | Vainqueur         |
| ---------- | ------------------------------------------ | ---------- | ------ | ----------------- |
| 07/04/2008 | 1re étape du Tour du Pays basque           | Espagne    | PT     | Alberto Contador  |
| 12/04/2008 | 5e étape du Tour du Pays basque            | Espagne    | PT     | Alberto Contador  |
| 12/04/2008 | Tour du Pays basque                        | Espagne    | PT     | Alberto Contador  |
| 30/04/2008 | 1re étape du Tour de Romandie              | Suisse     | PT     | Maxim Iglinskiy   |
| 02/05/2008 | 3e étape du Tour de Romandie               | Suisse     | PT     | Andreas Klöden    |
| 04/05/2008 | Tour de Romandie                           | Suisse     | PT     | Andreas Klöden    |
| 08/06/2008 | Prologue du Dauphiné libéré                | France     | PT     | Levi Leipheimer   |
| 01/06/2008 | Classement général du Tour d'Italie        | Italie     | CH     | Alberto Contador  |
| 03/09/2008 | 5e étape du Tour d'Espagne                 | Espagne    | CH     | Levi Leipheimer   |
| 13/09/2008 | 13e étape du Tour d'Espagne                | Espagne    | CH     | Alberto Contador  |
| 14/09/2008 | 14e étape du Tour d'Espagne                | Espagne    | CH     | Alberto Contador  |
| 20/09/2008 | 20e étape du Tour d'Espagne                | Espagne    | CH     | Levi Leipheimer   |
| 21/09/2008 | Tour d'Espagne                             | Espagne    | CH     | Alberto Contador  |
| 21/02/2008 | 2e étape du Tour de l'Algarve              | Portugal   | 2.1    | Tomas Vaitkus     |
| 22/02/2008 | 5e étape du Tour de Californie (CLM)       | États-Unis | 2.HC   | Levi Leipheimer   |
| 24/02/2008 | Classement final du Tour de Californie     | États-Unis | 2.HC   | Levi Leipheimer   |
| 05/03/2008 | 2e étape du Tour de Murcie                 | Espagne    | 2.1    | José Luis Rubiera |
| 23/03/2008 | Tour du Groene Hart                        | Pays-Bas   | 1.1    | Tomas Vaitkus     |
| 24/03/2008 | Prologue du Tour de Castille-et-León       | Espagne    | 2.1    | Alberto Contador  |
| 27/03/2008 | 4e étape du Tour de Castille-et-León       | Espagne    | 2.1    | Alberto Contador  |
| 28/03/2008 | Tour de Castille-et-León                   | Espagne    | 2.1    | Alberto Contador  |
| 13/04/2008 | Grand Prix d'Istanbul                      | Turquie    | 2.1    | Grégory Rast      |
| 11/07/2008 | 5e étape du Tour d'Autriche                | Autriche   | 2.HC   | René Haselbacher  |
| 30/07/2008 | Classement général du Tour de Wallonie     | Belgique   | 2.1    | Sergueï Ivanov    |
| 24/08/2008 | Clasica a los Puertos                      | Espagne    | 1.1    | Levi Leipheimer   |
| 26/06/2008 | Championnat de Kazakhstan contre-la-montre | Kazakhstan | CN     | Andrey Mizourov   |
| 27/06/2008 | Championnat de Russie contre-la-montre     | Russie     | CN     | Vladimir Gusev    |
| 27/06/2008 | Championnat du Portugal contre-la-montre   | Portugal   | CN     | Sérgio Paulinho   |
| 28/06/2008 | Championnat de Kazakhstan sur route        | Kazakhstan | CN     | Assan Bazayev     |
| 28/06/2008 | Championnat de Lituanie sur route          | Lituanie   | CN     | Tomas Vaitkus     |
| 29/06/2008 | Championnat de Russie sur route            | Russie     | CN     | Sergueï Ivanov    |

### Classements UCI ProTour

#### Individuel
Classement au ProTour 2008 des coureurs de l'équipe Astana.
| Rang | Coureur          | Points |
| ---- | ---------------- | ------ |
| 3    | Andreas Klöden   | 96     |
| 13   | Alberto Contador | 58     |
| 16   | Daniel Navarro   | 55     |
| 19   | Janez Brajkovič  | 53     |
| 28   | Levi Leipheimer  | 41     |
| 59   | Grégory Rast     | 20     |
| 76   | Maxim Iglinskiy  | 11     |
| 77   | Sergueï Ivanov   | 10     |

#### Équipe
L'équipe Astana a terminé à la 2e place (sur 18) du classement par équipes avec 226 points.
Détail des points obtenus
| Dates               | Course                       | Place au classement par équipes | Points obtenus |
| ------------------- | ---------------------------- | ------------------------------- | -------------- |
| 22-27 janvier       | Tour Down Under              | 10e                             | 11             |
| 6 avril             | Tour des Flandres            | 7e                              | 14             |
| 9 avril             | Gand-Wevelgem                | 4e                              | 17             |
| 7-12 avril          | Tour du Pays basque          | 7e                              | 14             |
| 20 avril            | Amstel Gold Race             | 7e                              | 14             |
| 29 avril-4 mai      | Tour de Romandie             | 1re                             | 20             |
| 19-25 mai           | Tour de Catalogne            | 1re                             | 20             |
| 8-15 juin           | Critérium du Dauphiné libéré | 6e                              | 15             |
| 14-22 juin          | Tour de Suisse               | 1re                             | 20             |
| 2 août              | Clasica San Sebastian        | -                               | 0              |
| 25 août             | Grand Prix de Plouay         | 5e                              | 16             |
| 20-27 août          | Eneco Tour                   | 4e                              | 17             |
| 29 août-6 septembre | Tour d'Allemagne             | 2e                              | 19             |
| 7 septembre         | Vattenfall Cyclassics        | 8e                              | 13             |
| 14-20 septembre     | Tour de Pologne              | 5e                              | 16             |